# Jeskyně Velká dohoda
Jeskyně Velká dohoda je jeskynní systém, který se nachází na okraji lesní trati Plánivy v Moravském krasu v katastrálním území obce Lipovec.
Vchod, resp. vchody do jeskyně se nacházejí v lokalitě bývalého kamenolomu Velká dohoda. První zprávy o podzemních prostorách se objevily v 50. letech 20. století, kdy zde byla prováděna těžební činnost. V roce 1963 sestoupili do otvoru v severovýchodní stěně kamenolomu speleologové, kteří pronikli do propasti hluboké asi 50 metrů. I když těžební činnost v lomu byla ukončena již koncem 70. let 20. století a vápenka s lomem přeměněna v rekreační zařízení, prakticky až do roku 1999 k žádné výzkumné speleologické činnosti zde nedošlo. V roce 2000 zde byly zejména díky Jiřímu Moučkovi zahájeny první výzkumné práce, na kterých se podílejí Moravský speleologický klub, ZO ČSS 6-16 Tartaros a ZO ČSS 6-10 Hluboký závrt.